# Juan Pedro Muñoz
Juan Pedro Muñoz Ortiz, Papitu (Leganés, 5 de octubre de 1962) fue un jugador internacional español de balonmano, en la posición de lateral izquierdo, con una gran atura, 2'02, una de las torres de la época, y que militó en algunos de los clubes más importantes de España como el FC Barcelona, el Atlético Madrid BM, el Teka de Santander o el Club Balonmano Ciudad Real.

## Clubes
- FC Barcelona
- Atlético Madrid BM
- Teka de Santander
- SD Teucro de Pontevedra
- Club Balonmano Ciudad Real
- Club Balonmano Guadalajara
- Juventud Deportiva Arrate
- Balonmano Ciudad Encantada
- Club Balonmano Puente Genil